# Mercè Costa
Maria Mercè Costa Paretas (Gerona, 15 de marzo de 1923-Barcelona, 10 de abril de 2020) fue una archivera española, la primera directora del Archivo General de la Corona de Aragón, desde 1983 hasta su jubilación, en 1988.

## Trayectoria
Licenciada en 1949 en Filosofía y Letras, sección de Historia, por la Universidad de Barcelona, en 1954 ingresó en el Cuerpo Facultativo de Archiveros, Bibliotecarios y Arqueólogos. Trabajó en los archivos de la Audiencia de Navarra, de la Delegación de Hacienda de Pamplona y del Museo Arqueológico Provincial de Girona, hasta que en 1961 obtuvo plaza en el Archivo de la Corona de Aragón de Barcelona, donde fue secretaria, entre 1964 y 1981.
Después, y hasta 1983 fue su subdirectora y, desde este año hasta 1988, cuando se jubiló, directora de la institución. También fue becaria del Instituto Jerónimo Zurita del Consejo Superior de Investigaciones Científicas (CSIC), completando gracias a ello su tesis doctoral sobre la casa nobiliaria de Jérica. Durante todos estos años, su trabajo archivístico se centró especialmente en la documentación de órdenes religiosas y militares, nobleza, y Cerdeña conservada en el Archivo.
La ingente labor de investigación que emprendió en los archivos de las instituciones monásticas dio a la luz un gran número de estudios, guías, apéndices e inventarios sobre estos materiales. Destacan estudios referidos a diversas monacato femenino, y las relativas a la casa de Jérica.
Además de participar activamente en congresos de historia nacionales e internacionales, fue secretaria y miembro de la Comisión permanente de los Congresos de Historia de la Corona de Aragón, contribuyendo a la proyección internacional del archivo.

## Obra
Sus principales obras son:

### Tesis doctoral
- La casa de Jérica y su política en relación con la monarquía de la Corona de Aragón (siglos XIII-XIV), UAB, 1991

### Libros
- El mundo de las damas de Jonqueres, 2005
- La casa de Jérica y su política en relación con la monarquía de la Corona de Aragón (siglos XIII-XIV), 1998
- Violant Carroç, una condesa desdichada, 1973
- (con otros autores) Privilegios reales concedidos a la ciudad de Barcelona, 1971

### Artículos
- «La misteriosa dama de Xèrica», Acta historica et archaeologica mediaevalia, 22, 2001
- «El segon monestir de Jonqueres i el molí d'En Carbonell», Anuario de estudios medievales, 28, 1998
- «Conflictes de pesca a les mars de Palamós (1571-1576)», Estudis del Baix Empordà, Vol. 14, 1995
- «Un misteri onomàstic al voltant de la infanta Isabel d'Aragó», Anuario de estudios medievales, 18, 1988
- «Reparació d'una nau en el port de Palamós (1434)», Estudis del Baix Empordà, Vol.7, 1988
- «La casa dels senyors d'Ayerbe, d'origen reial», Medievalia, 8, 1988
- «Palamós medieval: aspectes de la defensa de la vila», Estudis del Baix Empordà, Vol. 1, 1981
- «Los reyes de Portugal en la frontera castellano-aragonesa (1304)», Medievalia, 2, 1981
- «Notícia dels habitants de l'Espluga de Francolí a la segona meitat del segle XV», Aplec de treballs, 2, 1980
- «Mahalta o Ermessenda?: sobre les sepultures comtals a la seu de Girona», Annals de l'Institut d'Estudis Gironins, 25, 1979-80
- «Els antics ponts de Girona», Annals de l'Institut d'Estudis Gironins, 22, 1974
- «Les dames nobles de Jonqueres». II Col·loqui d'història del monaquisme català, 1974
- «El monestir de Jonqueres. Història d'un edifici desaparegut». Cuadernos de Arqueología e Historia de la Ciudad, 15, 1973
- «Una batalla entre nobles a Barcelona (1379)», Anuario de estudios medievales, 7, 1970-1971
- «La familia dels jutges d'Arborea», Studi Sardi, XXI, 1970
- «Els necrologis del convent d'Alguaire», Miscelánea de estudios dedicados a Martínez Ferrando, archivero, 1968
- «Comentario a siete lápidas del Museo Arqueológico provincial», Revista de Girona, 7, 1959
- «Presencia del Museo Arqueológico Provincial en la I exposición Iberoamericana de Numismática y Medallística», Annals de l'Institut d'Estudis Gironins, 12, 1958
- «Museo Arqueológico Provincial de Gerona: Ingresos del año 1956», Annals de l'Institut d'Estudis Gironins, 11, 1957

### Colaboraciones en obras colectivas
- «Activitats d'un batlle de Palamós», enː El món urbà a la Corona d'Aragó del 1137 als decrets de Nova Planta: XVII Congrés d'Història de la Corona d'Aragó, Vol. 3, 2003
- «Relacions entre Alfons el Magnànim i els Països Balcànics: testimonis documentals», enː La Corona d'Aragona ai tempi di Alfonso II el Magnanimo: i modelli politico-istituzionali, la circolazione degli uomini, delle idee, delle merci, gli influssi sulla società e sul costume, Vol. 1, 2001
- «Els esclaus del monestir de Jonqueres», enː De l'esclavitud a la llibertat: esclaus i lliberts a l'edat mitjana; actes del col·loqui internacional celebrat a Barcelona, del 27 al 29 de maig de 1999, 2000
- «L'infant que hauria pogut ser rei», enː El poder real de la Corona de Aragón: (siglos XIV-XVI), Vol. 3, 1996
- «Els altres ordes religioso-militars als Països Catalans», enː Actes de les Primeres Jornades sobre els Ordes Religioso-Militars als Països Catalans (segles XII-XIX): (Montblanc, 8-10 de novembre de 1985), 1994
- «Aspectos del mudéjar cordobés», enː Actas del II Simposio internacional de mudejarismo. Arte: Teruel. 19-21 de noviembre de 1981, 1982
- «Una figura enigmática: Valor de Ligia», enː La corona de Aragon en el siglo XIV, Vol. 3, 1973
- «Una batalla entre nobles a Barcelona (1379)», enː La investigación de la historia hispánica del siglo XIV: problemas y cuestiones / Emilio Sáez (ed. lit.), 1973, págs. 533-554

## Reconocimientos
Tuvo una beca para estudios en el extranjero de la Fundación Juan March en 1959, al final de la cual redactó la memoria sobre el tema "Relaciones entre el Papado y Pedro IV de Aragón".
En 2020, Costa fue incluida en el proyecto de la Subdirección General de Archivos Estatales titulado "Mujeres Investigadoras en los Archivos Estatales (1900-1970)", y que se encuentra en el Portal de Archivos Españoles (PARES). Esta iniciativa fue impulsada por el Ministerio de Cultura con el objetivo es reconocer y poner en valor las contribuciones de aquellas mujeres que desarrollaron investigaciones en los diferentes archivos estatales a principios del siglo XX.